# 裴景仁
裴景仁（？—？），河东郡（今山西省运城市）人，刘宋官员。

## 生平
大明元年（457年），沈昙庆出任督徐兖二州及梁郡诸军事、辅国将军、徐州刺史。当时殿中员外将军裴景仁帮助戍守彭城，裴景仁本是晚渡的北方人，熟悉关中的事。沈昙庆要求裴景仁撰写《秦记》。裴景仁根据赵整、车频撰写的三卷《秦记》，修订讹误，编订为《秦记》十一卷，叙述前秦苻氏政权的始末，该书流传于世。后来南梁雍州主簿席惠明为《秦记》做注。